# Whitehouse (Teksas)
Whitehouse – miasto w Stanach Zjednoczonych, w stanie Teksas, w hrabstwie Smith.

## Demografia
Według przeprowadzonego przez United States Census Bureau spisu powszechnego w 2010 miasto liczyło 7 660 mieszkańców, co oznacza wzrost o 43,3% w porównaniu do roku 2000. Natomiast skład etniczny w mieście wyglądał następująco: Biali 88,9%, Afroamerykanie 4,3%, Azjaci 1,6%, pozostali 5,2%.